# ГЕС Yěsānhé
ГЕС Yěsānhé (野三河水电站) — гідроелектростанція у центральній частині Китаю в провінції Хубей. Використовує ресурс із річки Yehe, лівої притоки Qingjiang, котра в свою чергу є правою притокою Янцзи.
В межах проекту річку перекрили бетонною арковою греблею висотою 74 метра, довжиною 660 метрів та шириною від 5 (по гребеню) до 14 (по основі) метрів. Вона утримує водосховище з об’ємом 18,7 млн м3 та припустимим коливанням рівня поверхні у операційному режимі між позначками 635 та 664 метри НРМ (під час повені рівень може зростати до 664,8 метра НРМ, а об’єм – до 19,3 млн м3).
Зі сховища через правобережний гірський масив прокладено дериваційний тунель довжиною 8,4 км з діаметром 3,2 метра, який транспортує ресурс для двох турбін типу Френсіс потужністю по 25 МВт. Вони використовують напір від 216 до 278 метрів (номінальний напір 238 метрів) та забезпечують виробництво 164 млн кВт-год електроенергії на рік. 
Відпрацьована вода повертається у річку по тунелю довжиною 0,4 км.